# SAMInside
是一款俄羅斯人出品的Windows密碼恢復軟體,支援Windows NT/2000/XP/2003/Vista的作業系統，由於程式是以組合語言編寫的，故解密速度很快。

## 特點
- 自帶多國語言文件
- 程式為可攜式軟體，可以直接從光碟和快閃記憶體啟動運行
- 因程式為密碼恢復軟件，部分防毒軟件，如Spyware Doctor，會誤認為間諜軟體

## 外部連結
- SAMInside 主頁